# Liquidez l'inspecteur Mitchell
Pour plus de détails, voir Fiche technique et Distribution.
Liquidez l'inspecteur Mitchell (Mitchell) est un film américain réalisé par Andrew V. McLaglen, sorti en 1975.

## Fiche technique
- Titre : Liquidez l'inspecteur Mitchell
- Titre original : Mitchell
- Réalisateur : Andrew V. McLaglen
- Scénario : Ian Kennedy-Martin
- Musique : Larry Brown, Jerry Styner
- Producteur : R. Ben Efraim, Benjamin Melniker, Nick Morrison
- Société de production : Allied Artists Pictures, Essex Enterprises
- Durée : 97 minutes
- Technicolor
- Genre : Film policier, film d'action, drame et thriller
- Dates de sortie :
  - États-Unis : 10 septembre 1975
  - France : 1er juin 1977

## Distribution
- Joe Don Baker (VF : Jacques Deschamps) : Mitchell
- Martin Balsam (VF : William Sabatier) : James Arthur Cummings
- John Saxon (VF : Albert Augier) : Walter Deaney
- Linda Evans (VF : Régine Blaess) : Greta
- Merlin Olsen (VF : Robert Bazil) : Benton
- Morgan Paull (VF : Bernard Tiphaine) : Salvatore Mistretta
- Harold J. Stone (VF : Georges Atlas) : Tony Gallano
- Robert Phillips (VF : Michel Gatineau) : Chef Albert Pallin
- Buck Young (VF : Raymond Loyer) : Détective Aldridge
- Rayford Barnes (VF : Jacques Berthier) : Détective Tyzack
- Todd Bass : l'enfant
- Jerry Hardin (VF : Georges Aubert) : Sergent
- Lillian McBride : Rich Lady
- Rob Narke : Agent des douanes
- Sidney Clute (VF : Raoul Curet) : Rudy Moran
- Duffy Hambleton (VF : Jacques Chevalier) : Edmondo Bocca
- Carole Estes : Prodence Lang
- Vicky Peters : Helena Jackman